# Giancarlo González
Giancarlo "Pipo" González Castro, född 8 februari 1988 i Desamparados, är en costaricansk fotbollsspelare som spelar för Alajuelense, på lån från Los Angeles Galaxy. Han representerar även Costa Ricas landslag.

## Karriär
Den 11 april 2019 värvades González av Los Angeles Galaxy. Den 30 juli 2021 lånades han ut till Alajuelense på ett låneavtal över resten av året.